# Pia Maria Wieninger
Pia Maria Wieninger (* 23. Juli 1982 in Wien) ist eine österreichische Politikerin der Sozialdemokratischen Partei Österreichs (SPÖ). Vom 24. November 2020 bis zum 23. Oktober 2024 war sie Abgeordnete zum Wiener Landtag und Mitglied des Wiener Gemeinderates. Seit dem 24. Oktober 2024 ist sie Abgeordnete zum Nationalrat.

## Leben

### Ausbildung und Beruf
Pia Maria Wieninger absolvierte 2000/01 ein Auslandsschuljahr in San Cristóbal im Bundesstaat Táchira in Venezuela. Ein Studium der Politikwissenschaft an der Universität Wien schloss sie 2008 als Magistra ab, 2009 beendete sie dort ein weiteres Studium der Kultur- und Sozialanthropologie ebenfalls als Magistra. Ein Auslandssemester im Rahmen des Erasmus-Programmes brachte sie 2006 an die Universität Oslo. 2016 erwarb sie ein Controlling-Diplom für die öffentliche Verwaltung-.
Von 2009 bis 2020 war sie im Bundesministerium für Arbeit, Soziales und Konsumentenschutz im Bereich internationale Arbeitsmarktpolitik und nationales Arbeitsmarktbudget tätig, seit 2020 arbeitet sie im Bundesministerium für Arbeit, Familie und Jugend in der Sektion Arbeitsmarkt.

### Politik
Wieninger war von 2010 bis 2016 Vorstandsmitglied der Jungen Generation (JG) der SPÖ im Wiener Gemeindebezirk Favoriten und von 2016 bis 2020 in Wien-Donaustadt. 2012/13 gehörte sie dem Bundesvorstand der Jungen Generation an, 2014/15 war sie stellvertretende Landesvorsitzende der Jungen Generation der SPÖ Wien und von 2016 bis 2018 stellvertretende Bundesvorsitzende. Von 2018 bis 2020 fungierte sie als Frauensprecherin der Jungen Generation der SPÖ Wien. In Donaustadt wurde sie Vorstandsmitglied der SPÖ und stellvertretende Frauenvorsitzende.
Am 24. November 2020 wurde sie in der konstituierenden Sitzung der 21. Wahlperiode als Abgeordnete zum Wiener Landtag und Mitglied des Wiener Gemeinderates angelobt, wo sie Mitglied im Gemeinderatsausschuss für europäische und internationale Angelegenheiten wurde. Im März 2022 folgte sie Ruth Becher als SPÖ-Frauenvorsitzende im Bezirk Donaustadt nach.
Für die Nationalratswahl 2024 wurde sie auf Platz 9 der SPÖ-Landesliste im Landeswahlkreis Wien gereiht. In der konstituierenden Sitzung der XXVIII. Gesetzgebungsperiode am 24. Oktober 2024 wurde sie als Abgeordnete zum Nationalrat angelobt. Ihr Landtagsmandat ging an Cornelia Sucher. Im SPÖ-Parlamentsklub wurde sie im März 2025 Bereichssprecherin für Europa, Menschenrechte, Minderheiten und Volksgruppen.